# Микита (митрополит Київський)
Мики́та († 19 травня 1126) — митрополит Київський і всієї Русі.
Відомостей про Митрополита Київського і всієї Русі Микиту майже не збереглося. За походженням він був грек. Прибув з Константинополя у 1122 році. З 15 жовтня 1122 року — митрополит Київський.
Відомий конфліктом із київським князем Володимиром Мономахом щодо виділення зі складу Переяславської єпархії Смоленської єпархії. Лише 1125, після смерті батька, син Володимира Мономаха — новий київський князь Мстислав Великий — дав згоду на цю ініціативу митрополита.
Помер 19 травня 1126 року.
Після нього близько п'яти років кафедра Київської митрополії залишалася вакантною.